# توماس سكوت
توماس سكوت (بالإنجليزية: Thomas Scott)‏. ولد في 1747 وتوفي في 1821 ثيولوجي إنكليزي وعالم كتاب اشتهر تعليقه على الكتاب المقدس A Commentary On The Whole Bible